# Mohamed Salah Amin
Mohamed Salah Amin (arab. ‏محمد صلاح امين‎, ur. 31 sierpnia 1947) – egipski bokser.
Reprezentował Egipt na Letnich Igrzyskach Olimpijskich w 1972, zajmując 9. miejsce.